# 2015. évi téli európai ifjúsági olimpiai fesztivál
2015. évi téli európai ifjúsági olimpiai fesztivált hivatalos nevén a XII. téli európai ifjúsági olimpiai fesztivál egy több sportot magába foglaló nemzetközi sportesemény, melyet 2015. január 25. és 30-a között rendeztek Ausztriában, Vorarlbergben és Liechtensteinben. Ez volt az első alkalom, amikor a fesztiválnak két ország adott otthont.

## A versenyek helyszínei

### Ausztriában
- Bürserberg - itt rendezték a biatlon versenyeket.
- Dornbirn - a műkorcsolya versenyszámainak a helyszíne volt.
- Gaschurn - az északi összetett versenyszámainak adott otthont.
- Schruns - a hódeszka versenyszámainak adott otthont.
- Sankt Gallenkirch - az alpesisí versenyek helyszíne volt.
- Tschagguns - a sífutás és a jégkorong versenyek helyszíne volt.

### Liechtensteinben
- Malbun - az alpesisí versenyek helyszíne volt.
- Steg - a sífutás versenyek helyszíne volt.

## Részt vevő nemzetek
Az alábbi 45 nemzet képviseltette magát a sporteseményen:
- Andorra (5)
- Ausztria (63)
- Belgium (7)
- Bosznia-Hercegovina (8)
- Bulgária (25)
- Ciprus (2)
- Csehország (66)
- Dánia (5)
- Észtország (21)
- Fehéroroszország (22)
- Finnország (55)
- Franciaország (41)
- Görögország (5)
- Grúzia (4)
- Hollandia (4)
- Horvátország (6)
- Izland (8)
- Írország (4)
- Lengyelország (40)
- Lettország (24)
- Liechtenstein (4)
- Litvánia (12)
- Luxemburg (2)
- Észak-Macedónia (1)
- Magyarország (13)
- Moldova (2)
- Monaco (1)
- Montenegró (1)
- Egyesült Királyság (15)
- Németország (41)
- Norvégia (35)
- Olaszország (35)
- Oroszország (65)
- Örményország (4)
- Portugália (2)
- Románia (23)
- San Marino (1)
- Spanyolország (7)
- Svájc (56)
- Svédország (26)
- Szerbia (2)
- Szlovákia (47)
- Szlovénia (39)
- Törökország (29)
- Ukrajna (21)

Albánia, Azerbajdzsán, Izrael,  és Málta nem vett részt a fesztiválon.

## Versenyszámok
| Versenyszámok a 2015. évi téli európai ifjúsági olimpiai fesztiválon |       |     |        |          |
| Sportág, szakág                                                      | férfi | női | vegyes | összesen |
| Alpesisí                                                             | 2     | 2   | 1      | 5        |
| Biatlon                                                              | 2     | 2   | 1      | 5        |
| Északi összetett                                                     | 3     |     |        | 3        |
| Hódeszka                                                             | 1     | 1   | 1      | 4        |
| Jégkorong                                                            | 1     |     |        | 1        |
| Műkorcsolya                                                          |       | 2   |        | 2        |
| Sífutás                                                              | 3     | 3   | 1      | 7        |
| Síugrás                                                              | 2     | 1   | 1      | 3        |
|                                                                      |       |     |        |          |
| Összesen                                                             | 15    | 10  | 5      | 30       |

## Menetrend
A 2015. évi téli európai ifjúsági olimpiai fesztivál menetrendje:
| ● | Nyitóünnepség | ● | Versenynapok | ● | Döntők | ● | Záróünnepség |

| Január              | Január              | 25 | 26 | 27 | 28 | 29 | 30 | Versenyszámok |
| ------------------- | ------------------- | -- | -- | -- | -- | -- | -- | ------------- |
| Ünnepségek          | Ünnepségek          | ●  |    |    |    |    | ●  |               |
| Alpesisí            | Alpesisí            |    | 1  | 1  | 1  | 1  | 1  | 5             |
| Biatlon             | Biatlon             |    |    | 2  | 2  |    | 1  | 5             |
| Északi összetett    | Északi összetett    |    | 1  |    | 1  |    | 1  | 3             |
| Hódeszka            | Hódeszka            |    |    | 2  |    | 1  |    | 3             |
| Jégkorong           | Jégkorong           |    | ●  | ●  | ●  | ●  | 1  | 1             |
| Műkorcsolya         | Műkorcsolya         |    | ●  |    | 2  |    |    | 2             |
| Sífutás             | Sífutás             |    | 2  |    | 2  | 2  | 1  | 7             |
| Síugrás             | Síugrás             |    |    | 2  |    | 1  | 1  | 4             |
| Összes aznapi döntő | Összes aznapi döntő |    | 4  | 7  | 8  | 5  | 6  | 30            |

## Éremtáblázat
| A 2015. évi téli európai ifjúsági olimpiai fesztivál éremtáblázata | A 2015. évi téli európai ifjúsági olimpiai fesztivál éremtáblázata | A 2015. évi téli európai ifjúsági olimpiai fesztivál éremtáblázata | A 2015. évi téli európai ifjúsági olimpiai fesztivál éremtáblázata | A 2015. évi téli európai ifjúsági olimpiai fesztivál éremtáblázata | Olimpia  |
| ------------------------------------------------------------------ | ------------------------------------------------------------------ | ------------------------------------------------------------------ | ------------------------------------------------------------------ | ------------------------------------------------------------------ | -------- |
|                                                                    | Ország                                                             | Arany                                                              | Ezüst                                                              | Bronz                                                              | Összesen |
| 1.                                                                 | Oroszország                                                        | 6                                                                  | 6                                                                  | 4                                                                  | 16       |
| 2.                                                                 | Németország                                                        | 6                                                                  | 4                                                                  | 10                                                                 | 20       |
| 3.                                                                 | Ausztria                                                           | 5                                                                  | 5                                                                  | 3                                                                  | 13       |
| 4.                                                                 | Norvégia                                                           | 4                                                                  | 4                                                                  | 3                                                                  | 11       |
| 5.                                                                 | Franciaország                                                      | 4                                                                  | 2                                                                  | 5                                                                  | 11       |
| 6.                                                                 | Finnország                                                         | 1                                                                  | 2                                                                  | 1                                                                  | 4        |
| 7.                                                                 | Svédország                                                         | 1                                                                  | 1                                                                  | 0                                                                  | 2        |
|                                                                    | Szlovénia                                                          | 1                                                                  | 1                                                                  | 0                                                                  | 2        |
| 9.                                                                 | Horvátország                                                       | 1                                                                  | 0                                                                  | 0                                                                  | 1        |
|                                                                    | Ukrajna                                                            | 1                                                                  | 0                                                                  | 0                                                                  | 1        |
| 11.                                                                | Bulgária                                                           | 0                                                                  | 2                                                                  | 0                                                                  | 2        |
| 12.                                                                | Csehország                                                         | 0                                                                  | 1                                                                  | 1                                                                  | 2        |
| 13.                                                                | Lettország                                                         | 0                                                                  | 1                                                                  | 0                                                                  | 1        |
|                                                                    | Olaszország                                                        | 0                                                                  | 1                                                                  | 0                                                                  | 1        |
| 15.                                                                | Svájc                                                              | 0                                                                  | 0                                                                  | 3                                                                  | 3        |
| 16.                                                                | Belgium                                                            | 0                                                                  | 0                                                                  | 1                                                                  | 1        |
|                                                                    | Lengyelország                                                      | 0                                                                  | 0                                                                  | 1                                                                  | 1        |
|                                                                    |                                                                    |                                                                    |                                                                    |                                                                    |          |
| Összesen                                                           | Összesen                                                           | 30                                                                 | 30                                                                 | 32                                                                 | 92       |